# Region Peel

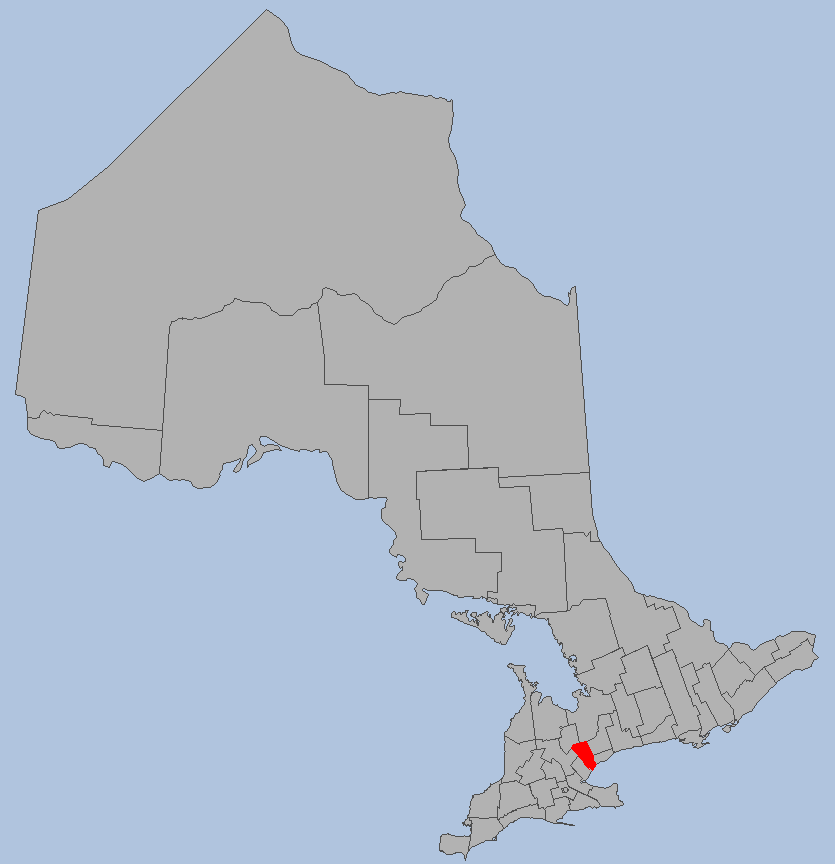
położenie regionu

Region Peel,  Regional Municipality of Peel – jednostka administracyjna kanadyjskiej prowincji Ontario leżąca w południowym Ontario.
Region tworzą następujące ośrodki komunalne:
- Brampton
- Caledon
- Mississauga